# Койфелер, Марсель
Марсе́ль Ко́йфелер (нем. Marcel Käufeler; род. 19 января 1994, Веттинген, Аргау) — швейцарский кёрлингист.
В «классическом» кёрлинге (команда из четырёх человек одного пола) в основном играет на позиции первого.

## Достижения
- Чемпионат Европы по кёрлингу: серебро (2019).
- Чемпионат Швейцарии по кёрлингу среди мужчин: золото (2020, 2022), серебро (2018, 2019, 2021, 2023).
- Чемпионат Швейцарии по кёрлингу среди смешанных команд: серебро (2025).
- Чемпионат Швейцарии по кёрлингу среди юниоров: бронза (2012, 2014).

## Команды
| Сезон                                          | Четвёртый       | Третий           | Второй           | Первый           | Запасной | Турниры |
| ---------------------------------------------- | --------------- | ---------------- | ---------------- | ---------------- | --- | --- |
| 2011—12                                        | Михаэль Бруннер | Романо Майер     | Remo Herzog      | Марсель Койфелер | тренер: Brigitte Brunner                                                                                                  | ЧШЮ 2012 |
| 2012—13                                        | Михаэль Бруннер | Романо Майер     | Remo Herzog      | Марсель Койфелер | тренеры: Brigitte Brunner, Beat Brunner                                                                                   | ЧШЮ 2013 (5 место) |
| 2013—14                                        | Романо Майер    | Михаэль Бруннер  | Kyrill Oehninger | Марсель Койфелер | Remo Herzog тренер: Brigitte Brunner                                                                                      | ЧШЮ 2014 |
| 2014—15                                        | Meico Oehninger | Michael Hauser   | Kyrill Oehninger | Марсель Койфелер | | |
| 2015—16                                        | Meico Oehninger | Marc Wagenseil   | Марсель Койфелер | Raymond Krenger  | | |
| 2016—17                                        | Янник Шваллер   | Романо Майер     | Рето Келлер      | Марсель Койфелер | | |
| 2016—17                                        | Рето Келлер     | Янник Шваллер    | Романо Майер     | Марсель Койфелер | Рето Гриби тренеры: Пиус Маттер, Бернхард Вертеман                                                                        | ЧШМ 2017 (4 место) |
| 2017—18                                        | Рето Келлер     | Янник Шваллер    | Романо Майер     | Марсель Койфелер | | |
| 2018                                           | Янник Шваллер   | Михаэль Бруннер  | Романо Майер     | Марсель Койфелер | Stefan Stähli тренеры: Пиус Маттер, Бернхард Вертеман                                                                     | ЧШМ 2018 |
| 2018—19                                        | Янник Шваллер   | Михаэль Бруннер  | Романо Майер     | Марсель Койфелер | Симон Глоор (ЗУ) тренеры: Бернхард Вертеман (КМ 2 эт., КМ фин., ЧШМ), Томас Липс (2 эт.), Пиус Маттер (КМ 3 эт., ЗУ, ЧШМ) | КМ 2018/19 (2 этап) (6 место) · КМ 2018/19 (3 этап) (4 место) · ЗУ 2019 (4 место) · ЧШМ 2019 · КМ 2018/19 (финал) (5 место) |
| 2019—20                                        | Янник Шваллер   | Михаэль Бруннер  | Романо Майер     | Марсель Койфелер | Lucien Lottenbach тренер: Бернхард Вертеман                                                                               | ЧЕ 2019 |
| 2019—20                                        | Янник Шваллер   | Михаэль Бруннер  | Романо Майер     | Марсель Койфелер | тренеры: Бернхард Вертеман, Пиус Маттер                                                                                   | ЧШМ 2020 |
| 2020—21                                        | Янник Шваллер   | Михаэль Бруннер  | Романо Майер     | Марсель Койфелер | Мартин Риос тренеры: Андреас Шваллер, Бернхард Вертеман                                                                   | ЧШМ 2021 |
| 2021—22                                        | Янник Шваллер   | Михаэль Бруннер  | Романо Майер     | Марсель Койфелер | Мартин Риос (ЧШМ), Симон Глоор (ЧМ) тренеры: Бернхард Вертеман, Андреас Шваллер (ЧШМ)                                     | ЧШМ 2022 · ЧМ 2022 (6 место)                                                                                                |
| 2022—23                                        | Михаэль Бруннер | Романо Майер     | Anthony Petoud   | Марсель Койфелер | тренеры: Бернхард Вертеман, Hansjörg Bless                                                                                | ЧШМ 2023 |
| Кёрлинг среди смешанных команд (mixed curling) |                 |                  |                  |                  | | |
| 2024—25                                        | Jana Stritt     | Марсель Койфелер | Adonia Brunner   | Raymond Krenger  | Beat Brunner | ЧШСК 2025 |

(скипы выделены полужирным шрифтом)

## Частная жизнь
Работает менеджером по финансам в компании KSG AG.
Начал заниматься кёрлингом в 2005, в возрасте 11 лет.